# عبد الله الأسعد
عبد الله الأسعد (أبو شداد؛ وُلد في 1913 في عتيل، طولكرم – اغتيل في 1951 في طولكرم) قائد عسكري فلسطيني، وهو أحد أبرز قادة الثورة الفلسطينية الكبرى عام 1936.

## نشأته
وُلد عبد الله الأسعد في بلدة عتيل في قضاء طولكرم عام 1913. في بداية حياته عمل بائعًا للخضار في أسواق مدينة طولكرم.

## حياته العسكرية
اعتقلته السلطات البريطانية لمدة خمسة عشر عامًا نتيجة نشاطه الهجومي على الجيش البريطاني، لا سيما تفجير الطرق أمام حركة مركبات القوات البريطانية. وقد استطاع الهرب من السجن بعد خمسة عشر عامًا وذلك خلال عملية نقله بالقطار من سجن طولكرم إلى سجن عكا، حيث قفز هاربًا إلى إحدى المناطق قرب الخضيرة في قضاء طولكرم.
استمر الأسعد في نشاطاته العسكرية إلى حين انتهاء الثورة الفلسطينية حيث غادر إلى سوريا، ثم عاد لاحقًا إلى فلسطين عام 1945، وواصل عمله العسكري الذي بلغ ذروته في معارك النكبة عام 1948.

## اغتياله
اغتيل عبد الله الأسعد في مدينة طولكرم في أبريل 1951 وذلك خلال جلوسه في "مقهى الكرمول" الشهير بالمدينة.

## وصلات خارجية
- عن القائد الفلسطيني عبد الله الأسعد على يوتيوب.